# Hadrogryllacris
Hadrogryllacris is een geslacht van rechtvleugeligen uit de familie Gryllacrididae. De wetenschappelijke naam van dit geslacht is voor het eerst geldig gepubliceerd in 1937 door Karny.

## Soorten
Het geslacht Hadrogryllacris omvat de volgende soorten:
- Hadrogryllacris acuminata Karny, 1931
- Hadrogryllacris callosa Brunner von Wattenwyl, 1888
- Hadrogryllacris certa Caudell, 1909
- Hadrogryllacris deserta Tepper, 1892
- Hadrogryllacris ferrotestacea Tepper, 1892
- Hadrogryllacris goetzi Karny, 1928
- Hadrogryllacris lepida Walker, 1871
- Hadrogryllacris leptophya Karny, 1929
- Hadrogryllacris longa Walker, 1869
- Hadrogryllacris longicauda Karny, 1928
- Hadrogryllacris lutescens Tepper, 1892
- Hadrogryllacris magna Brunner von Wattenwyl, 1888
- Hadrogryllacris magnifica Brunner von Wattenwyl, 1888
- Hadrogryllacris modesta Brunner von Wattenwyl, 1888
- Hadrogryllacris nigrifrons Tepper, 1892
- Hadrogryllacris paulula Tepper, 1892
- Hadrogryllacris pelvicula Karny, 1931
- Hadrogryllacris planiloba Karny, 1931
- Hadrogryllacris rautheri Karny, 1928
- Hadrogryllacris shelfordi Griffini, 1909
- Hadrogryllacris tepperi Kirby, 1906
- Hadrogryllacris uniguttata Walker, 1869